# Онага (Канзас)
Онага (англ. Onaga) — місто (англ. city) в США, в окрузі Поттаватомі штату Канзас. Населення — 679 осіб (2020).

## Географія
Онага розташована за координатами 39°29′21″ пн. ш. 96°10′13″ зх. д. / 39.48917° пн. ш. 96.17028° зх. д. (39.489283, -96.170241).  За даними Бюро перепису населення США в 2010 році місто мало площу 1,67 км², з яких 1,67 км² — суходіл та 0,00 км² — водойми.

## Демографія
Згідно з переписом 2010 року, у місті мешкали 702 особи в 286 домогосподарствах у складі 166 родин. Густота населення становила 421 особа/км².  Було 359 помешкань (215/км²).
Расовий склад населення:
| - 97,0 % — білих - 0,7 % — азіатів - 0,4 % — корінних американців - 0,3 % — чорних або афроамериканців |

До двох чи більше рас належало 1,3 %. Частка іспаномовних становила 2,0 % від усіх жителів.
За віковим діапазоном населення розподілялося таким чином: 26,1 % — особи молодші 18 років, 50,5 % — особи у віці 18—64 років, 23,4 % — особи у віці 65 років та старші. Медіана віку мешканця становила 40,8 року. На 100 осіб жіночої статі у місті припадало 86,7 чоловіків;  на 100 жінок у віці від 18 років та старших — 80,2 чоловіків також старших 18 років.
Середній дохід на одне домашнє господарство  становив 57 953 долари США (медіана — 44 904), а середній дохід на одну сім'ю — 67 909 доларів (медіана — 51 563). За межею бідності перебувало 9,4 % осіб, у тому числі 16,5 % дітей у віці до 18 років та 4,8 % осіб у віці 65 років та старших.
Цивільне працевлаштоване населення становило 335 осіб. Основні галузі зайнятості: освіта, охорона здоров'я та соціальна допомога — 43,0 %, транспорт — 9,9 %, роздрібна торгівля — 9,0 %, сільське господарство, лісництво, риболовля — 9,0 %.